# Katseye
Katseye – amerykański girlsband utworzona w ramach reality show Dream Academy, będącego współpracą Hybe UMG i Geffen Records. Grupa składa się z sześciu członkiń: Manon, Sophii, Danieli, Lary, Megan i Yoonchae. Grupa zadebiutowała w 2024 roku singlem „Debut”, po którym ukaże się minialbum SIS (Soft Is Strong).

## Historia zespołu

### Przed debiutem
W listopadzie 2021 roku Hybe Corporation i Geffen Records otworzyły nabór do dziewczęcej grupy z „uczestniczkami z całego świata” w ramach wspólnego przedsięwzięcia Hybe x Geffen Records. Przesłuchania odbyły się w 2022 roku w Korei Południowej, Stanach Zjednoczonych, Japonii i Wielkiej Brytanii. Partnerstwo miało na celu stworzenie grupy, która „przekroczy granice narodowe, kulturowe i artystyczne”. W wywiadzie dla Korea JoongAng Daily, założyciel Hybe, Bang Si-hyuk, wyraził swoje zamiary promowania powstałej grupy na amerykańskim rynku.
Spośród ponad 120 000 zgłoszeń wybrano dwadzieścia uczestniczek, które rywalizowały w reality show Dream Academy, które wyłoniło sześć członkiń grupy dziewczęcej poprzez serię „misji”. Przed premierą programu uczestniczki przez rok trenowały w Los Angeles w Kalifornii, korzystając z metod powszechnych w koreańskim systemie treningu idolów. Program miał swoją premierę 19 sierpnia 2023 roku, a rywalizacja zakończyła się 18 listopada, kiedy to wybrano Sophię Laforteza, Larę Raj, Yoonchae Jeong, Megan Skiendiel, Danielę Avanzini i Manon Bannerman do utworzenia grupy Katseye.

### Od 2024:SIS (Soft is Strong)iPop Star Academy: Katseye
Powstanie grupy Katseye oraz ich przygotowania do debiutanckiego minialbumu zostały uwiecznione w serialu dokumentalnym Pop Star Academy: Katseye, którego premiera planowana jest na lato 2024 roku. Dokument, wyreżyserowany przez Nadię Hallgreen, będzie dystrybuowany przez Netflix. Hybe i Geffen ogłosiły datę debiutu grupy 14 czerwca 2024 roku, zapowiadając wydanie pierwszego minialbumu (EP) na sierpień 2024 roku, po wcześniejszym wydaniu dwóch singli w czerwcu i lipcu. Przy pracy nad minialbumem Katseye współpracowały z wieloma autorami piosenek i producentami, w tym z Ryanem Tedderem i Omerem Fedi.
Pierwszy z dwóch singli zapowiadających minialbum, „Debut”, został wydany 28 czerwca, a teledysk do utworu, wyreżyserowany przez Gregory'ego Ohrela, nakręcono w Medellín w Kolumbii. Singiel to popowy utwór eksplorujący tematy pewności siebie i siostrzeństwa, nawiązujący do więzi członkiń grupy. Singiel spotkał się z umiarkowanym przyjęciem komercyjnym, a teledysk osiągnął 2,33 miliona wyświetleń w ciągu trzech dni, co było wynikiem poniżej oczekiwań w porównaniu z wydaniami muzycznymi koreańskich zespołów w podobnym okresie. Po wydaniu singla Hybe i Geffen ogłosiły, że pierwszy minialbum grupy, zatytułowany SIS (Soft Is Strong), zostanie wydany 16 sierpnia.

## Członkinie
| Pseudonim | Prawdziwe imię                | Kraj              | Data urodzenia   |
| --------- | ----------------------------- | ----------------- | ---------------- |
| Manon     | Meret Manon Bannerman         | Szwajcaria        | 26 czerwca 2002  |
| Sophia    | Sophia Elizabeth G. Laforteza | Filipiny          | 31 grudnia 2002  |
| Daniela   | Daniela Avanzini              | Stany Zjednoczone | 1 lipca 2004     |
| Lara      | Lara Rajagopalan              | Stany Zjednoczone | 3 listopada 2005 |
| Megan     | Megan Meiyok Skiendiel        | Stany Zjednoczone | 10 lutego 2006   |
| Yoonchae  | Jeong Yoon-chae               | Korea Południowa  | 6 grudnia 2007   |

## Dyskografia

### Minialbumy
| Rok  | Dane dot. albumu | Najwyższa pozycja | Najwyższa pozycja | Najwyższa pozycja | Sprzedaż                 |
| Rok  | Dane dot. albumu | FRA               | KOR (Circle)      | US                | Sprzedaż                 |
| ---- | --- | ----------------- | ----------------- | ----------------- | ------------------------ |
| 2024 | SIS (Soft Is Strong) - Wydany: 16 sierpnia 2024 - Wytwórnia: Hybe UMG, Geffen Records - Format: CD, LP, digital download, streaming | 125               | 27                | 119               | - KOR: 3246+ - US: 8000+ |
| 2025 | Beautiful Chaos - Wydany: 27 czerwca 2025 - Wytwórnia: Hybe UMG, Geffen Records - Format: CD, LP, digital download, streaming       | –                 | 10                | 4                 | –                        |

### Single
Single cyfrowe
| Rok                                                       | Tytuł      | Najwyższa pozycja | Najwyższa pozycja | Album                |
| Rok                                                       | Tytuł      | KOR               | KOR               | Album                |
| Rok                                                       | Tytuł      | Circle            | Songs             | Album                |
| --------------------------------------------------------- | ---------- | ----------------- | ----------------- | -------------------- |
| 2024                                                      | „Debut”    | –                 | –                 | SIS (Soft Is Strong) |
| 2024                                                      | „Touch”    | –                 | –                 | SIS (Soft Is Strong) |
| 2025                                                      | „Gnarly”   | 104               | –                 | Beautiful Chaos      |
| 2025                                                      | „Gabriela” | 126               | –                 | Beautiful Chaos      |
| 2025                                                      | „Gameboy”  | –                 | –                 | Beautiful Chaos      |
| „–” oznacza, że singiel nie był notowany na danej liście. |            |                   |                   |                      |

## Wideografia

### Teledyski
| Rok  | Tytuł   | Reżyser         | Źr.    |
| ---- | ------- | --------------- | ------ |
| 2024 | „Debut" | Gregory Ohrel   | [ 29 ] |
| 2024 | „Touch” | Cody Critcheloe | [ 30 ] |